# Yves Meyer
Pour les articles homonymes, voir Meyer.
Yves Meyer, né le 19 juillet 1939 à Paris, est un mathématicien français, lauréat du prix Abel 2017 « pour son rôle majeur dans le développement de la théorie mathématique des ondelettes ».

## Biographie
Né à Paris en 1939, Yves Meyer quitte la métropole à l'âge de cinq ans, en 1944, lorsque sa famille part au Maroc, puis en Tunisie, où il passe le reste de son enfance. Élève du lycée Carnot de Tunis il obtient le premier prix au concours général de mathématiques. En 1957, à 18 ans, il est reçu premier à l'École normale supérieure. Il soutient en 1966 sa thèse d'État, à l'université de Strasbourg, sous la direction de Jean-Pierre Kahane. Agrégé de mathématiques, il enseigne au Prytanée national militaire de La Flèche (1960-1963).
Yves Meyer enseigne à l'université de Strasbourg (1963-1966), à l'université Paris-Sud (1966-1980), au Centre de mathématiques de l'École polytechnique (1980-1986), au CEREMADE (Université Paris-Dauphine) (1985-1995), à l'École normale supérieure de Cachan (1999-2003), au Conservatoire national des arts et métiers (2000). Il est directeur de recherche au CNRS (1995-1999), et est professeur émérite à l'École normale supérieure de Cachan depuis 2003.
Il est élu correspondant de l'Académie des sciences le 24 novembre 1986, puis membre le 15 novembre 1993 (Section des Sciences mécaniques et informatiques). Il a été nommé membre senior de l'Institut universitaire de France en 1991 pour une durée de cinq ans ; il en est désormais membre honoraire.

## Travaux scientifiques

### Théorie des ondelettes
Yves Meyer est l'un des contributeurs à la théorie mathématique des ondelettes  avec des applications comme l'imagerie médicale, la détection des ondes gravitationnelles, le cinéma numérique, le codage numérique, le JPEG 2000.
À partir de 1984, Yves Meyer a contribué à la théorie des ondelettes qui a été développée par Jean Morlet (ondelettes de Morlet) et Alexandre Grossmann ainsi que Ingrid Daubechies, Stéphane Mallat, Pascal Auscher et Pierre-Gilles Lemarié-Rieusset.
Yves Meyer contribue à un travail interdisciplinaire associant mathématiques, physique et sciences de l'ingénieur.

### Compressed sensing
Parallèlement, Yves Meyer travaille dans le domaine du traitement de l'image sur l'acquisition comprimée avec une communication, en 2008, dans le cadre du Séminaire de mathématiques appliquées de Pierre-Louis Lions (médaille Fields) au Collège de France.

### Analyse harmonique
Meyer s'intéresse à l'analyse harmonique et la théorie des nombres qui amènent à la notion de quasi-cristal.

### Programme de Calderón
Il a également travaillé sur le « programme de Calderón ».

## Distinctions
Yves Meyer est membre de l'institut, docteur honoris causa de l'Université autonome de Madrid et membre étranger de l'Académie américaine des arts et des sciences, membre associé de la National Academy of Sciences.
Il est titulaire du Cours Peccot (enseigné chaque année au Collège de France, par un jeune mathématicien de moins de trente ans) en 1968-1969 sur les nombres de Pisot, les nombres de Salem et l'analyse harmonique.
- Prix Salem (1970)[17]
- Prix Carrière (1972)
- Grand prix de l'Académie des Sciences (1984)
- Prix Carl-Friedrich-Gauss (2010)[18]
- Prix Abel (2017)[19],[20],[21]
- Prix Princesse des Asturies 2020 (catégorie Recherche scientifique et technique) [22]

## Filmographie
- Yves Meyer, Norwegian Academy of Science and Letters, 2017.

#### Théorie
- Ondelette
- Compression par ondelettes
- Compressed sensing
- Quasi-cristal

#### Applications
- Imagerie médicale
- Détection des ondes gravitationnelles
- Cinéma numérique
- Codage numérique
- JPEG 2000